# Star-Wars-Soundtrack
Die Star-Wars-Soundtracks bezeichnen die Serien- und Filmmusiken der Star-Wars-Filmreihe, dessen Geschichte mit dem 1977 erschienenen Kinofilm Krieg der Sterne (Originaltitel: Star Wars) begann. Schöpfer von Star Wars ist der Drehbuchautor, Produzent und Regisseur George Lucas. Die Star-Wars-Soundtracks zählen bis heute zu den erfolgreichsten und bekanntesten Filmmusiken der Kinogeschichte.
Im Kern besteht Star Wars aus derzeit drei Filmtrilogien: der Originaltrilogie, die neben Krieg der Sterne (1977, Episode IV) die Filme Das Imperium schlägt zurück (1980, Episode V) und Die Rückkehr der Jedi-Ritter (1983, Episode VI) umfasst; der Prequel-Trilogie, die in der Zeit vor der Originaltrilogie spielt, mit den Filmen Die dunkle Bedrohung (1999, Episode I), Angriff der Klonkrieger (2002, Episode II) und Die Rache der Sith (2005, Episode III); und schließlich der inhaltlich auf die Originaltrilogie folgenden Sequel-Trilogie, die 2015 mit Das Erwachen der Macht (Episode VII) begann, 2017 mit Die letzten Jedi (Episode VIII) fortgeführt wurde und 2019 mit Der Aufstieg Skywalkers (Episode IX) abgeschlossen werden wird. Darüber hinaus existieren zwei Ableger, die offiziell als A Star Wars Story vermarktet werden. Diese sind Rogue One: A Star Wars Story, das 2016 erschien, sowie Solo: A Star Wars Story (2018), deren Handlung jeweils abseits der Haupttrilogien spielen.
Verantwortlich für die Filmmusik aller bisherigen Star-Wars-Episoden ist der US-amerikanische Filmkomponist John Williams. Die Musiken zu Rogue One (Michael Giacchino) und Solo (John Powell) wurden nicht von Williams komponiert, verwenden aber von Williams komponierte Themen. Kevin Kiner komponierte die Musik für die Fernsehserien The Clone Wars, Rebels, The Bad Batch und Ahsoka. Für die Musik in The Mandalorian und Das Buch von Boba Fett waren der schwedische Komponist Ludwig Göransson und Joseph Shirley verantwortlich. In darauffolgenden Serien kamen zahlreiche weitere Komponisten dazu (siehe: Serien).
Der Soundtrack aller Star-Wars-Filme wurde in den Studios von Skywalker Sound produziert.

## Grundkonzept

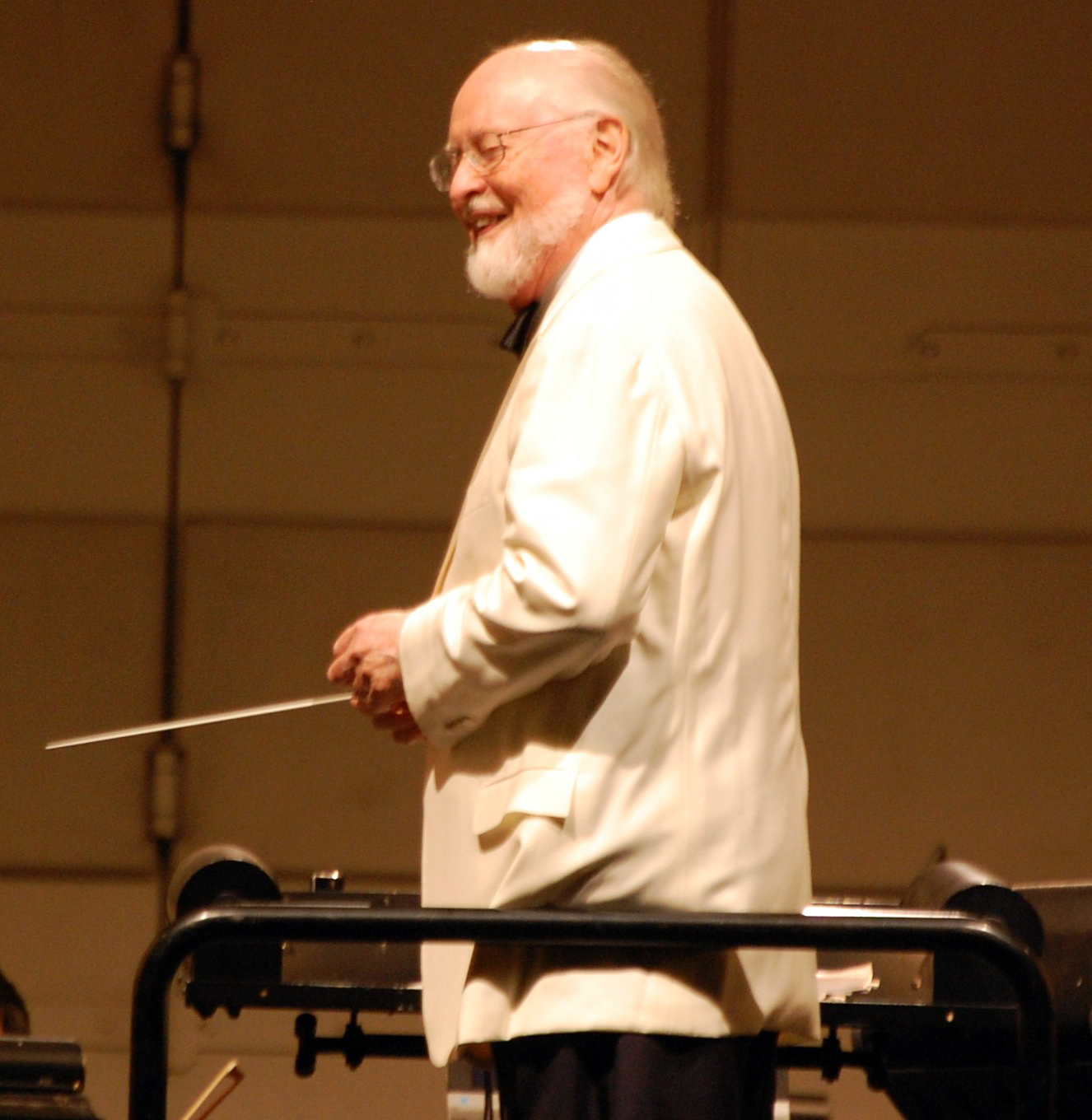
John Williams im Hollywood Bowl (2009).

John Williams erklärt in Interviews, dass das Konzept von George Lucas für die Filmmusik von Star Wars auf „Non-Futurismus“ basierte. Der Filmemacher meinte, dass in einem Film, in dem fast alles futuristisch sei, die Musik einen Gegenpol dazu bilden müsse und eine vertraute und daher in der Vergangenheit angesiedelte, emotionale Welt bilden solle. John Williams komponierte auf diesem grundlegenden Konzept eine Filmmusik, die sich stark an dem musikalischen Idiom der Wagnerischen Orchestermusik aus dem 19. Jahrhundert orientiert. Das Konzept des Star-Wars-Soundtracks versucht somit neben der musikalischen Untermalung der Dramaturgie auch, den Zuschauer mit grandiosen, orchestralen Mitteln in die emotionale Sphäre der weltbekannten, daher für viele auch vertrauten, westlichen Hochkultur zu führen. John Williams meinte in Interviews, dass George Lucas mit dem Soundtrack Assoziationen von geläufigen Theaterstücken hervorrufen wollte.
Gemäß der westlichen Tradition des Theaters wird bei Star Wars jeder Figur sowie wichtigen Schauplätzen ein spezifisches, musikalisches Thema zugeordnet. Bei jedem Auftauchen der bestimmten Figur oder des bestimmten Schauplatzes wiederholt sich das Thema in variierter (das heißt der Entwicklung der Figur, der Stimmung der Situation etc. angepasster) Form. Dieses Vorgehen entspricht der von Wagner entwickelten Leitmotiv-Technik.
In den ersten drei Star-Wars-Filmen dominieren drei Hauptthemen:
- das Thema für den zentralen Helden Luke Skywalker, gehalten in idealistischen, hellen Tönen und euphorischen, pompösen, orchestralen Melodiebögen.
- das Thema für das Böse, gehalten in martialischen Klängen und Marsch-Rhythmen oder im Falle des Imperators von Orgelklängen begleitete düstere Chöre.
- das romantische Thema für die Filmfigur der Prinzessin Leia versehen mit zahlreichen, filigranen, träumerischen Flötentönen und vielen Streicherelementen.

Kritiker heben immer wieder die meisterhafte Verarbeitung dieser Filmmotive in die Filmhandlung hervor. So wird beispielsweise das musikalische Motiv des Bösen mit steigender Spannung in der Szenenabfolge von John Williams auch dadurch intensiviert, dass es durch die verschiedenen Register im Filmorchester variiert wird.
Als weiteres Beispiel für die perfekte Verarbeitung von Orchestermusik im Film wird häufig auch die musikalische Untermalung für die Weltraumschlachten genannt. Diese werden nicht nur mit der üblichen, orchestralen Dynamik vertont, sondern werden zudem mit unüblichen Elementen wie Dissonanzen in den Streicher-Cues zur Spannungssteigerung angereichert.

## Arbeit an den Soundtracks

### Skywalker-Saga

#### Originaltrilogie (Episode IV – VI)
Krieg der Sterne (1977)
Mit Krieg der Sterne schaffte John Williams 1977 seinen Durchbruch und wurde weltbekannt. Steven Spielberg empfahl ihn nach der erfolgreichen Zusammenarbeit am Soundtrack für den Kinoerfolg Der weiße Hai an seinen Freund George Lucas für dessen Star-Wars-Filme weiter. Williams und Lucas entschieden sich, die Leitmotivtechnik einzusetzen, die zu jener Zeit nicht mehr angewandt wurde. Williams schrieb dazu unterschiedliche Themen für diverse Ortschaften und Charaktere. Die populäre Fanfare von Star Wars ist dabei das Motiv des jungen Luke Skywalkers. Williams schrieb außerdem ein Thema für Prinzessin Leia und Tatooine.
Williams komponierte außerdem ein Hauptthema der gesamten Star-Wars-Reihe. Dieses ist jedoch nicht, wie viele Menschen annehmen, die triumphale Eröffnungsfanfare, sondern die Komposition, die in „The Throne Room“ in Episode IV zum Einsatz kommt. Dieses Thema kommt in jedem der Star-Wars-Filme vor und variiert nur in der instrumentalen Besetzung.
Als John Williams und George Lucas nach einer passenden Musik für eine Weltraumbarszene suchten, in der Aliens auf seltsamen Instrumenten spielen, kamen sie zunächst auf keine erkennbar funktionierende, musikalische Lösung. Erst als George Lucas auf die Idee kam, dass die Aliens Swing-Partituren von Benny Goodman aus den 1970er-Jahren irgendwo auf dem Wüstenplaneten Tatooine hätten finden können und diese nun versuchten, in der Weltraumbar zum Besten zu geben, war das Musik-Produktionsteam begeistert. John Williams komponierte am Klavier Jazz/Swing-Läufe, die dann vom Orchester reduziert mit wenigen Instrumenten wie Steel Pan, Klarinette und Saxophon eingespielt wurden.
Das Imperium schlägt zurück (1980)
Für Episode V erschuf Williams zwei neue und charakteristische Leitmotive. Das eine war für den Jedimeister Yoda bestimmt, das andere für den dunklen Sith Darth Vader. Diese Komposition – bekannt als „The Imperial March“ – ist inzwischen Kult und weltbekannt geworden. Außerdem schrieb Williams ein Motiv für die Liebe zwischen Prinzessin Leia und Han Solo.
Die Rückkehr der Jedi-Ritter (1983)
Williams komponierte unter anderem für die Ewoks und den Imperator jeweils ein Leitmotiv. Ebenfalls wurde ein Motiv für Jabba den Hutten geschrieben. In diesem Star-Wars-Film wurde zum ersten Mal modernere Musik eingesetzt – um genau zu sein Rockmusik. Jedoch wird diese nicht zur Untermalung, sondern als Lied von dem Sänger „Max Rebo“ in Jabbas Palast beigetragen.
Die Parade der Ewoks ist eine Parodie auf einen Marsch aus der Oper Die Liebe zu den drei Orangen von Sergei Prokofjew.

#### Prequel-Trilogie (Episode I – III)
Die dunkle Bedrohung (1999)
Die neue Trilogie der Star-Wars-Reihe begann Williams wie gewohnt mit der berühmten Fanfare. Die Themen, die er verwendete, waren größtenteils neue und hatten nur wenig mit den vorangegangenen Kompositionen zu tun. Grund dafür war, dass die entscheidenden Charaktere aus den Episoden IV–VI in diesen Filmen nicht auftraten. Eine Ausnahme bildeten Obi-Wan Kenobi und Yoda, deren Leitmotive er aus den früheren Filmen übernahm. Doch auch in Die dunkle Bedrohung komponierte Williams neue Leitmotive. Das wichtigste ist dabei „Anakin’s Theme“ (der spätere Darth Vader). Außerdem schrieb Williams ein Thema für die Handelsföderation („Trade Federation’s March“), ein Motiv für den Gungan Jar Jar Binks, ein tragisches Thema für das Begräbnis, ein Thema für den Jedi-Meister Qui’Gon Jinn, ein Thema für Anakins Mutter Shmi und ein Motiv für Darth Maul. Zudem komponierte Williams ein episches Thema für das große Duell zwischen den Jedi und Darth Maul („Duel of the Fates“). Es wurde sehr populär und kehrte fortan in den Episoden II und III zurück. Zum Abschluss des Filmes für das Fest auf Naboo schrieb Williams eine anmutige und feierliche Variation des Themas von Imperator Palpatine. Traditionsgemäß setzte Williams die Star-Wars-Reihe mit der gewohnten End Credits Suite aus „The Throne Room and Finale“ fort.
Das Schlusslied von Episode I enthält das Imperator-Thema aus Star Wars: Return of the Jedi. Im Gegensatz zur Originalversion, die von einem Männerchor gesungen wird, wird das Thema in Episode I in abgewandelter Form und deutlich schneller von einem Kinderchor gesungen. Es steht hier für die unbekümmerte Freude über die Wahl Palpatines zum Kanzler – in den alten Filmen in düsterer Version symbolisiert es das Böse, das der Imperator in den späteren Filmen verkörpert.
Angriff der Klonkrieger (2002)
Für Angriff der Klonkrieger schrieb Williams ein neues Leitmotiv – ein Liebesthema für Anakin und Padmé („Across the Stars“). Auch für Episode II wurden eine Reihe von weiteren Themen und Motiven komponiert. Dazu zählen ein Thema für die Separatisten, ein Motiv für den stürmischen Planeten Kamino, ein Motiv für das Picknick auf Naboo und der Arenamarsch, der die Ereignisse in der Arena von Geonosis untermalt. Des Weiteren werden wie üblich auch viele altbekannte Themen und Motive aus den vorhergehenden Filmen neu arrangiert.
Die Rache der Sith (2005)
In Die Rache der Sith komponierte Williams keine Leitmotive, jedoch trotzdem neue Themen – eines für den Verrat von Anakin, den Kampf zwischen Anakin und Obi-Wan, Anakins dunkle Seite und General Grievous. Der Soundtrack wird mit „The Throne Room“ aus Episode IV abgeschlossen, um einen Übergang von der neuen zur alten Trilogie zu gewährleisten; allerdings ist der Schlusstitel der drittlängste Titel aller Star-Wars-Soundtracks (und der längste ohne Pause) und musste für den Film gekürzt werden, so dass der „Throne Room“-Teil im Film nicht zu hören ist.

#### Sequel-Trilogie (Episode VII – IX)
Das Erwachen der Macht (2015)
Der Soundtrack zu Das Erwachen der Macht wurde am 18. Dezember 2015 veröffentlicht, zeitgleich mit der Premiere des Kinofilms. John Williams kehrte für die Komposition der Filmmusik zurück, nachdem er bereits die Musik aller vorherigen Filme komponiert hatte. Es ist der erste Soundtrack, der nicht vom London Symphony Orchestra eingespielt wurde.
Die letzten Jedi (2017)
Die Aufnahmen begannen im Dezember 2016 und wurden über mehrere Monate bis in den Mai 2017 in enger Zusammenarbeit zur Entwicklung des Films fortgesetzt. Eingespielt wurde es von Mitgliedern des Freiberuflichen Orchesters Los Angeles, die Gesangsstellen wurden von Mitgliedern des Los Angeles Master Chorale gesungen. Dirigiert wurden die Filmaufnahmen von John Williams und William Ross. Die 20 Stücke umfassende Aufnahme erschien am 15. Dezember 2017 unter dem Namen Star Wars: Die letzten Jedi (Original Film-Soundtrack) und ist 77 Minuten lang. Dabei werden sowohl bereits bekannte Motive weiterentwickelt als auch gänzlich neue eingeführt, womit John Williams seinem Stil der Leitmotive treu bleibt.
Der Aufstieg Skywalkers (2019)
Der wieder von John Williams geschriebene Soundtrack zu Der Aufstieg Skywalkers erschien als CD zeitgleich mit der Kinoveröffentlichung des Films am 19. Dezember 2019. Er wurde abermals von einem ad hoc zusammengestellten Orchester eingespielt. Die Aufnahme dauerte elf Tage zwischen Mitte Juli und November 2019.

### A-Star-Wars-Story-Filme
Rogue One (2016)
Ursprünglich sollte Alexandre Desplat die Filmmusik komponieren. Im September 2016 wurde bekannt, dass Michael Giacchino seine Arbeit übernahm, der bereits die Musik für die Star-Trek-Rebootfilme komponiert hatte und im Film Star Wars: Das Erwachen der Macht in einem Cameoauftritt zu sehen war. Giacchino hat die Filmmusik nach eigenen Aussagen in nur vier Wochen komponiert. Der Soundtrack umfasst 21 Musikstücke und wurde am 16. Dezember 2016 von Walt Disney Records veröffentlicht.
Solo (2018)
John Powell komponierte die Filmmusik für Solo. Es ist damit nach Rogue One der zweite Star-Wars-Film, dessen Musik nicht von John Williams stammt. Dieser bot jedoch an, das Thema für Han Solo zu schreiben und Powell für seine Komposition zur Verfügung zu stellen. In einem Interview gab Williams an, „sehr glücklich“ über die Teilnahme Powells am Film zu sein. Er sei „sehr gespannt“, den finalen Soundtrack zu hören.

### Serien
| Komponist                                       | Serie                                            | Erscheinungsjahre |
| ----------------------------------------------- | ------------------------------------------------ | ----------------- |
| Kevin Kiner                                     | Star Wars: The Clone Wars 1                      | 2008–2020         |
| Kevin Kiner                                     | Star Wars Rebels                                 | 2014–2018         |
| Kevin Kiner                                     | Star Wars: The Bad Batch                         | 2021–2024         |
| Kevin Kiner                                     | Geschichten der Jedi / Geschichten des Imperiums | seit 2022         |
| Kevin Kiner                                     | Ahsoka                                           | seit 2023         |
| Ryan Shore                                      | Die Mächte des Schicksals                        | 2017–2018         |
| Michael Tavera                                  | Star Wars Resistance                             | 2018–2020         |
| Ludwig Göransson / Joseph Shirley               | The Mandalorian                                  | seit 2019         |
| Ludwig Göransson / Joseph Shirley               | Das Buch von Boba Fett                           | 2021–2022         |
| Natalie Holt / William Ross / (John Williams) 2 | Obi-Wan Kenobi                                   | 2022              |
| Nicholas Britell                                | Andor                                            | seit 2022         |
| Matthew Margeson                                | Die Abenteuer der jungen Jedi                    | seit 2023         |
| Michael Abels                                   | The Acolyte                                      | seit 2024         |

## Nachwirkung
Der Star-Wars-Soundtrack avancierte zu einer der meistgehörten Orchestermusiken und steht ungeschlagen seit Jahren an der Spitze der Charts bei der Online-Filmmusik-Datenbank Soundtrack Collector. Bisher konnten sich alle veröffentlichten Star-Wars-Soundtracks, mit Ausnahme von Die Rückkehr der Jedi-Ritter, in den „Top 10“ der amerikanischen Billboard-Albumhitparade platzieren. Der Soundtrack zu Star Wars: Episode III – Die Rache der Sith wurde am 3. Mai 2005 veröffentlicht und schrieb Geschichte als der dritte Star-Wars-Soundtrack, der binnen kürzester Zeit in die Billboard-Charts einsteigen konnte, und sich mit hohen Verkaufszahlen auszeichnete.
E. T. – Der Außerirdische, der Kinohit aus dem Jahr 1982 von Steven Spielberg, beinhaltet viele Star-Wars-Figuren, so zum Beispiel Yoda, der als Verkleidung bei einer Halloween-Party auftaucht. An dieser Stelle zitiert John Williams, der für E.T. ebenfalls die Filmmusik komponierte, das musikalische Motiv von Yoda aus den Star-Wars-Filmen.
Der für seine Filmmusik-Schallplatten bekannte Dirigent Charles Gerhardt nahm Williams’ Filmmusiken mit dem National Philharmonic Orchestra für seine RCA-Alben Star Wars and Close Encounters of the Third Kind (1978) und Star Wars: Return of the Jedi (1983) auf. Auch andere Dirigenten wie etwa Erich Kunzel oder John Mauceri verwendeten Auszüge der Star-Wars-Partituren für CD-Veröffentlichungen.
Bis heute wurden etliche Themen neu aufgenommen. Insbesondere House-DJs verwendeten die Kompositionen für ihre Lieder. Beispielsweise nahm Bastian Van Shield gemeinsam mit Spencer & Hill im Jahr 2011 das Thema der „Mos Eisley Cantina“ in einer dreiminütigen Elektro-Version auf. Ebenfalls wurden die Pfeiftöne von R2D2 verwendet. Der Titel erschien als Cantina. Im offiziellen Musikvideo wurde von Kindern Episode IV in einer Kurzfassung nachgespielt.

### Auszeichnungen (Auswahl)
In einer am 23. September 2005 vom American Film Institute veröffentlichten Liste der besten Filmmusiken aller Zeiten („100 Years of Film Scores“), basierend auf der Bewertung einer Jury, der über 500 Künstler, Komponisten, Musiker, Kritiker und Historiker der Filmindustrie angehörten, erreichte der Soundtrack von Krieg der Sterne den ersten Platz.
Kevin Kiner und seine Musik für The Clone Wars und Rebels wurden für drei Annie Awards und zwei Daytime Emmy Awards nominiert.
| Film                         | Academy Awards  | BAFTA Awards    | Golden Globe Awards | Grammy Awards                                             | Saturn Awards |
| ---------------------------- | --------------- | --------------- | ------------------- | --------------------------------------------------------- | ------------- |
| Originaltrilogie             |                 |                 |                     |                                                           |               |
| Krieg der Sterne             | Beste Filmmusik | Beste Filmmusik | Beste Filmmusik     | Beste Filmmusik                                           | Beste Musik   |
| Krieg der Sterne             | Beste Filmmusik | Beste Filmmusik | Beste Filmmusik     | Beste Instrumentalkomposition („Main Title“)              | Beste Musik   |
| Krieg der Sterne             | Beste Filmmusik | Beste Filmmusik | Beste Filmmusik     | Bestes Instrumentalspiel (Pop)                            | Beste Musik   |
| Krieg der Sterne             | Beste Filmmusik | Beste Filmmusik | Beste Filmmusik     | Album des Jahres                                          | Beste Musik   |
| Das Imperium schlägt zurück  | Beste Filmmusik | Beste Filmmusik | Beste Filmmusik     | Beste Filmmusik                                           | Beste Musik   |
| Das Imperium schlägt zurück  | Beste Filmmusik | Beste Filmmusik | Beste Filmmusik     | Beste Instrumentalkomposition („The Empire Strikes Back“) | Beste Musik   |
| Das Imperium schlägt zurück  | Beste Filmmusik | Beste Filmmusik | Beste Filmmusik     | Beste Instrumentalkomposition („Yoda’s Theme“)            | Beste Musik   |
| Das Imperium schlägt zurück  | Beste Filmmusik | Beste Filmmusik | Beste Filmmusik     | Beste Instrumentalkomposition („Imperial March“)          | Beste Musik   |
| Das Imperium schlägt zurück  | Beste Filmmusik | Beste Filmmusik | Beste Filmmusik     | Beste Instrumentalspiel (Pop)                             | Beste Musik   |
| Die Rückkehr der Jedi-Ritter | Beste Filmmusik |                 |                     | Beste Filmmusik                                           | Beste Musik   |
| Prequel-Trilogie             |                 |                 |                     |                                                           |               |
| Eine dunkle Bedrohung        |                 |                 |                     | Beste Filmmusik                                           |               |
| Angriff der Klonkrieger      |                 |                 |                     |                                                           | Beste Musik   |
| Die Rache der Sith           |                 |                 |                     | Beste Filmmusik                                           | Beste Musik   |
| Sequel-Trilogie              |                 |                 |                     |                                                           |               |
| Das Erwachen der Macht       | Beste Filmmusik | Beste Filmmusik |                     | Beste Filmmusik                                           | Beste Musik   |
| Die letzten Jedi             | Beste Filmmusik |                 |                     | Beste Filmmusik                                           | Beste Musik   |
| A-Star-Wars-Story-Filme      |                 |                 |                     |                                                           |               |
| Rogue One                    |                 |                 |                     |                                                           | Beste Musik   |
| Solo                         |                 |                 |                     | Beste Instrumentalkomposition („Mine Mission“)            |               |

## Special-Soundtrack-Editions ab 2007
Die Corellian Edition war ursprünglich als Promo-CD Beilage zum Die Rache der Sith-Soundtrack herausgebracht worden. 2007 wurde sie als eigenständiges Produkt auf den Markt gebracht. „Corellia“ ist der Name des Heimatplaneten von Han Solo, eine der Hauptfiguren in Star Wars. Diese Zusammenstellung enthält eine Auswahl von Themen aus allen sechs Star-Wars-Filmen mit Ausnahme von The Clone Wars. Alle Stücke wurden von John Williams komponiert und mit dem „London Symphony Orchestra“ und den „London Voices“ eingespielt und eingesungen.
Die 30th Anniversary Collectors Edition ist eine weitere Zusammenstellung der musikalischen Motive aus allen sechs Star-Wars-Realfilmen. Sie bietet im Vergleich zu den 1997 veröffentlichten Doppel-CD-Versionen der Special Edition keine neuen Aufnahmen. Es fehlen außerdem die informativen Begleittexte jener Ausgaben, die eine umfangreiche und musikalische Track-by-Track-Analyse geboten haben.
In der Star Wars – The Ultimate Soundtrack Collection wurden ebenfalls alle Stücke der ersten sechs Episoden veröffentlicht. Auch eine Veröffentlichung auf Vinyl (unter dem Namen Star Wars – The Ultimate Vinyl Collection) erfolgte. Die Schallplatten-Version enthält dabei weniger Stücke als die CD-Fassung, zeichnet sich allerdings durch ein anderes Klangbild aus, da die Stücke direkt von den Master-Bändern kamen.